# Idrio Bui
Pour les articles homonymes, voir Bui.
Idrio Bui, né le 14 juin 1932 à Viareggio, et mort le 15 décembre 2022, est un coureur cycliste italien. Il est professionnel de 1958 à 1964.

## Palmarès

### Palmarès amateur
- 1952
  - Circuit de Cesa
  - Coppa Fiera di Mercatale
  - 3e de la Coppa Bologna
- 1953
  - Circuit de Cesa
- 1954
  - Gran Premio Industria del Cuoio e delle Pelli
  - 3e étape du Tour d'Ombrie
- 1955
  - Circuit de Cesa
  - 2e de la Coppa Sinalunga
- 1956
  - Coppa Sabatini
  - 2e de la Coppa Bologna

### Palmarès professionnel
- 1958
  - Coppa Cicogna
  - 2e du Tour des Apennins
  - 3e de Milan-Vignola
- 1960
  - 4e étape du Tour de Sicile
  - 2e du Grand Prix de l'industrie et du commerce de Prato
  - 3e du Tour de Sicile
- 1962
  - 3e du Tour des Apennins

## Résultats sur les grands tours

### Tour d'Italie
5 participations
- 1959 : 57e
- 1960 : 42e
- 1961 : 61e
- 1963 : 45e
- 1964 : 56e

### Tour d'Espagne
1 participation
- 1959 : hors délais (9e étape)